# Lanová dráha v Záhřebu

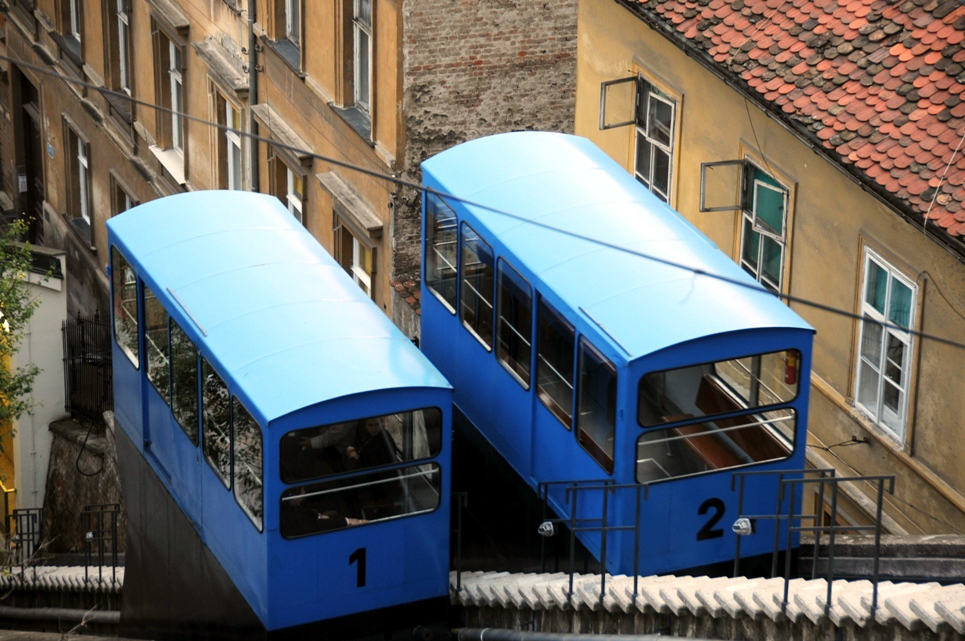
Vozy záhřebské lanové dráhy

Lanová dráha v Záhřebu (chorvatsky Zagrebačka uspinjača) spojuje záhřebské Horní Město a Dolní Město. Spodní stanice pozemní lanovky se nachází v Tomićevově ulici (vstup z ulice Ilica), horní stanice se nachází na Strossmayerově promenádě, na úpatí věže Lotrščak. Tato trať, která je 66 metrů dlouhá, je také známá jako nejkratší pozemní lanová dráha na světě určená pro veřejnou dopravu. 
Do pravidelného provozu byla dráha uvedena 23. dubna 1893. Zpočátku lanovku poháněl parní stroj, který byl roku 1934 nahrazen elektrickým motorem. Až do současnosti si lanová dráha plně zachovala svůj původní architektonický vzhled. Budovy v dolní a horní stanici, i s většinou technického vybavení, jsou taktéž původní. Záhřebská lanová dráha je památkově chráněna. Záhřebská lanovka je jednou z městských turistických atrakcí. V dnešní době se o lanovku stará společnost Zagrebački električni tramvaj (ZET), která v Záhřebu provozuje městskou hromadnou dopravu.

## Technické charakteristiky

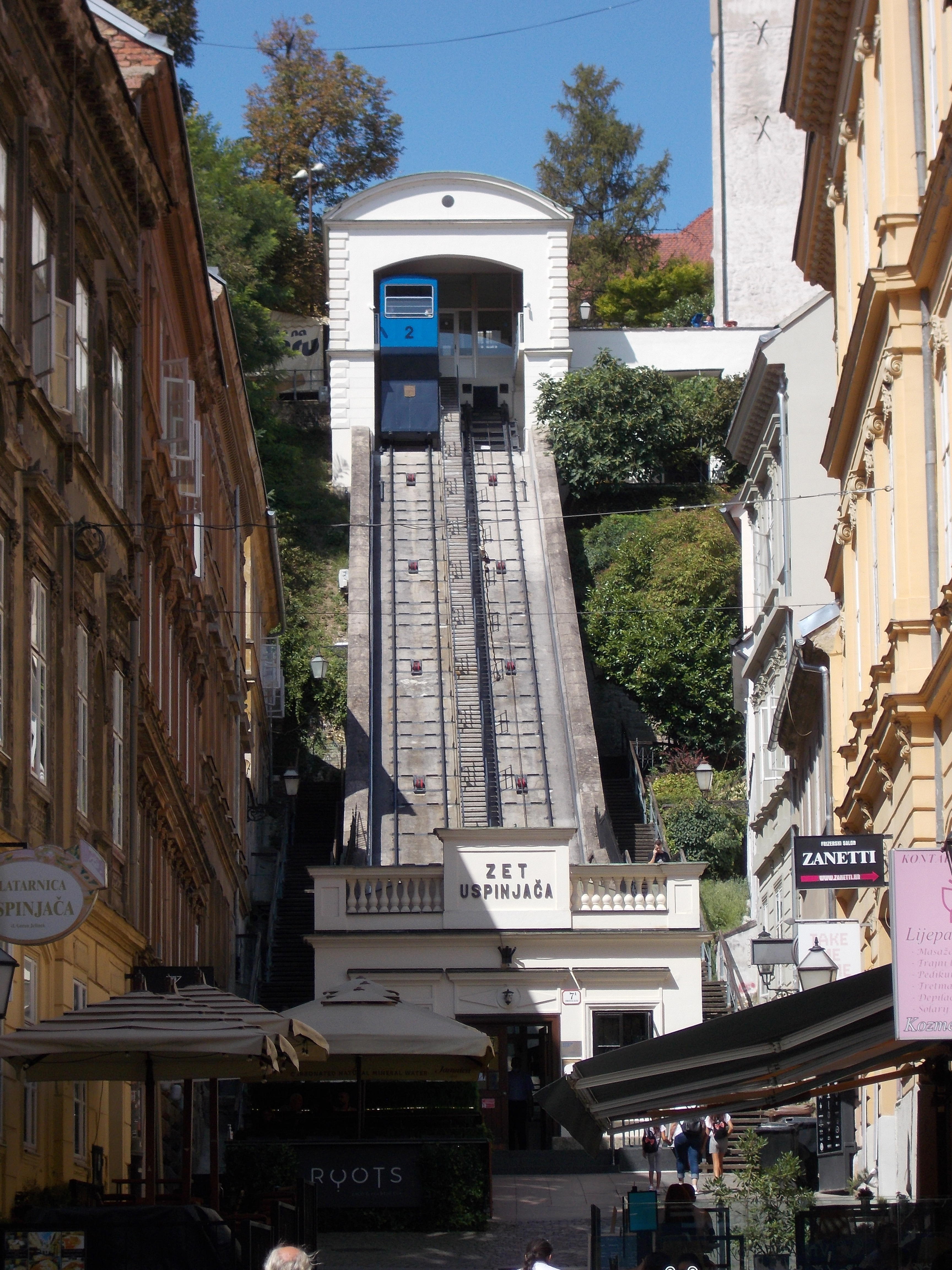
Celkový pohled na záhřebskou lanovku

Lanovka má dva vozy, z nichž každý má kapacitu 28 cestujících (16 k sezení a 12 k stání). Jsou dlouhé 5640 mm, hmotnost prázdných vozů je 5050 kg a maximální celková zátěž je 2240 kg. Hnací elektrický motor o rychlosti 720 otáček za minutu se nachází v horní stanici, má výkon 28,5 kW, a pohání ho stejnosměrné napětí 400 V. Maximální povolená rychlost lanovky je 1,5 m/s, při které je celková doba jízdy 64 sekund. Lanovka překonává výškový rozdíl 30,5 metrů na sklonu 52 % (dolní stanice je ve výšce 126 m n. m., horní ve výšce 156,5 m n. m.). Samotnou trať dráhy tvoří viadukt s osmi půlkruhovými oblouky o rozpětí 2,5 metru, postavený z cihel spojených vápennou maltou. Navzdory neustálému mechanickému namáhání a každodennímu provozu nevykazuje žádné příznaky deformace; pod některými oblouky jsou dnes umělecké galerie a obchody se suvenýry. Na betonové mostovce viaduktu vedou dvoje koleje (každá pro jeden vagón). Délka kolejí je 66 metrů, rozchod činí 1200 mm. Tažné lano má průměr 22 mm.

## Historie
V roce 1888 sledoval konstruktér z Osijeku D. W. Klein pod schody v Bregovitově ulici (dnes ul. Tomićeva, která vede na Staré Město) frekvenci chodců. Všiml si, že většina lidí míří nahoru do Horního Města, a ne dolů, například ulicemi Mesnicka a Radićova. Začal počítat a zapisovat počet kolemjdoucích a zjistil, že pěší provoz v těchto místech je natolik značný, že by zde mohla být také provozována lanovka, kterou měli již v jiných evropských městech, například v Budapešti, Curychu a jinde.
Klein podal 6. října 1888 městské radě svou žádost o stavební povolení. Městská rada jeho návrh schválila a povolení do dvou dnů vydala. Stavební práce na lanovce začaly 6. května 1889, ale v průběhu výstavby se vyskytlo mnoho nepředvídaných potíží. Během první testovací jízdy s prázdnými vozy, 22. února 1890, se hlavní ložisko parního stroje, který měl dráhu pohánět a který byl vyroben společností Ganz z Budapešti, roztrhl i svou základnou a celý stroj se rozbil. O dvacet dní později, 14. března 1890, se konala první úspěšná zkušební jízda. Lanovka byla bez zvláštní slavnosti oficiálně uvedena do provozu 8. listopadu 1890. Parní stroj v horní stanici poháněl tažné lano, na kterém byly zavěšeny dva vozy, které byly rozděleny na tři oddíly. První z nich byl pro svůj výhled do okolí označen první třídou, zbylé dva tvořily druhou třídu. Pravidelný provoz zahájila dráha dne 23. dubna 1893.
Během následujících let docházelo k častým poruchám na hnací části parního stroje, takže cestující často museli vystoupit z vozů a odtlačit je. Po vypršení čtyřicetileté koncese k provozování dráhy byla lanovka roku 1929 předána do vlastnictví města Záhřebu a začal se o ni starat místní dopravní podnik Zagrebački električni tramvaj (ZET). Lanovka byla díky němu v roce 1934 modernizována – parní pohon byl nahrazen elektrickým. Od té doby bylo provedeno několik generálních oprav, ale po 80 letech provozu se životnost dráhy pomalu chýlila ke konci. Staré zařízení s dřevěnými převody bylo raritou (pravděpodobně se jednalo v té době o nejstarší lanovku v původním stavu na světě), takže provoz byl v roce 1969 zastaven. Okamžitě se začala plánovat rekonstrukce a přípravy na výstavbu nové dráhy. Ukázalo se, že cihelný viadukt je v dobrém stavu, takže byly odstraněny pouze ostatní stavby a samotná trať, k čemuž došlo roku 1973. Díky architektům a památkářům bylo možné následně postavit repliky stanic. Technologii lanové dráhy s vozy dodala vídeňská společnost Waagner-Biro, elektrická část byla dodána firmou Siemens.
Modernizovaná lanová dráha byla uvedena do provozu dne 26. července 1974. Od té doby prochází pravidelnou každoroční údržbou. V roce 2005 byly zrekonstruovány budovy horní i dolní stanice.
Za celou dobu provozu se na lanové dráze neudála žádná nehoda. Za jeden rok urazí vozy kolem 4000 kilometrů.